# 국도 제25호선 (핀란드)

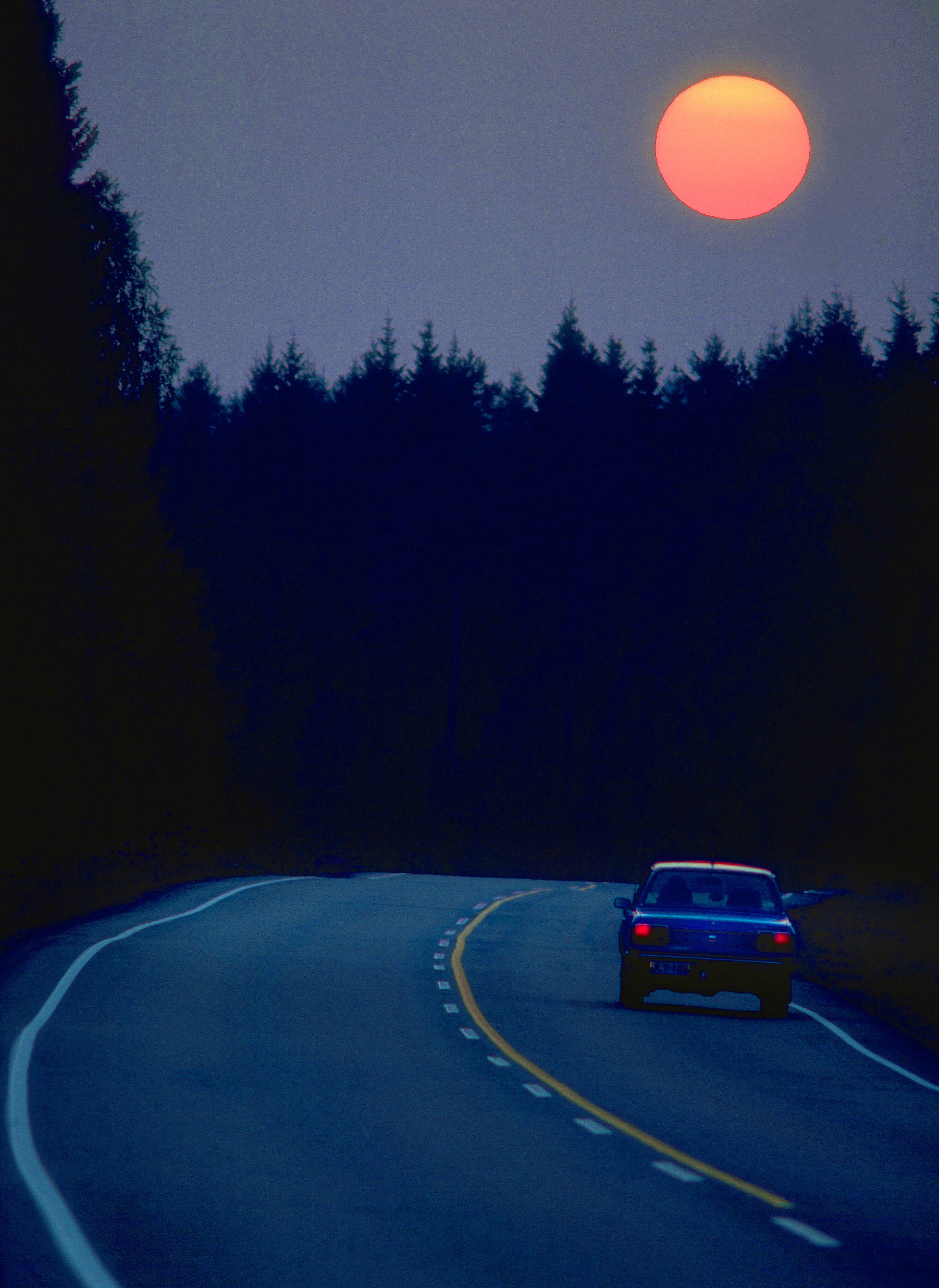
항코와 맨챌래를 사이에 둔 핀란드 25번 국도의 모습. 1990년대 초반 당시의 해넘이를 풍경으로 삼은 배경을 봐도 거의 인상적인 것으로 드러난다.

국도 제25호선(Finnish national road 25, 핀란드어: Valtatie 25, Hangonväylä, 스웨덴어: Riksväg 25, Hangöleden)은 항코에서 맨챌래까지 이어주는 총 연장 171km의 거리를 가진 핀란드의 일반 국도이다. 그러나 이 도로는 포르보에서는 2급 국도인 국도 제55호선과도 접촉한 것으로 보인다. 

## 주요 경유지
- 항코
- 라세포리 (탐미사리와 카르야)
- 로흐야
- 비흐티 (누멜라(영어판)와 오자카라(영어판), 오타람피(영어판))
- 누르미얘르비 (로익카(영어판)와 라자매키(영어판))
- 휘빙캐
- 맨챌래